# Saint-Martial, Île de la Cité
Saint-Martial var en kyrkobyggnad i Paris, helgad åt den helige Martialis av Limoges. Kyrkan var belägen vid Impasse Saint-Martial på Île de la Cité i fjärde arrondissementet. 

## Historia
Kyrkan uppfördes under 1100-talet. 
I början av 1700-talet var kyrkan förfallen och man försökte förgäves att samla ihop medel till en restaurering. Kyrkan Saint-Martial revs år 1722.
I Musée de Cluny kan man beskåda en vigvattenskål och två kapitäl från kyrkan.

### Webbkällor
- ”Saint Eloi de la Cité et Saint Martial” (på franska). Histoires de Paris. 18 januari 2017. Arkiverad från originalet den 21 april 2022. https://archive.ph/XQCPm. Läst 21 april 2022.